# Université d'État de Norfolk
 (juin 2025).
L’université d'État de Norfolk (en anglais : Norfolk State University ou NSU) est une université située à Norfolk en Virginie, aux États-Unis.
Les Norfolk State Spartans sont l'équipe sportive de l'université.

## Source
- (en) Cet article est partiellement ou en totalité issu de l’article de Wikipédia en anglais intitulé « Norfolk State University » (voir la liste des auteurs).